# Mescaline
Mescaline is een alkaloïde afkomstig van onder andere de cactussen Lophophora williamsii (peyote), L. diffusa, Echinopsis pachanoi, Echinopsis peruvianus en Echinopsis lageniformis.
Het psychoactieve enantiomeer kan tegenwoordig ook gesynthetiseerd worden. Mescaline is als recreatieve drug bekend onder de namen mescalito, mess, wizz en cactus. Naast recreatief gebruik wordt mescaline voornamelijk door psychonauten gebruikt voor het verkrijgen van inzichten en verkenning van de geest.
In gebieden die thans behoren tot Mexico en de Verenigde Staten is deze stof reeds lang bekend. Er zijn aanwijzingen voor pre-colombiaans gebruik en zelfs ver in de prehistorie, blijkens de vondst door archeologen van door de mens bewaarde gedroogde peyote-knoppen, volgens radiokoolstofdatering 3780-3660 voor Chr. Hij werd vooral toegepast in sjamanistische rituelen.
Het effect van mescaline zou door gebruikers beschreven worden als een innerlijke reis door de geest, waarbij zowel de negatieve als positieve kanten van de geest uit een ander perspectief kunnen worden verkend. Sommige gebruikers zouden alles omgeven zien door een soort van cartoonesk licht.

## Natuurlijke bronnen
De concentratie mescaline in individuele cactussen kan sterk variëren, zelfs binnen 1 soort. En zelfs binnen éénzelfde specimen bevatten sommige delen meer mescaline dan andere. In de zuilcactussen (E. pachanoi, E. peruviana en E. lageniformis) bevat de top een hogere concentratie mescaline dan de lagere delen. Bij Lophophora williamsii lijkt mescaline zich voornamelijk aan de buitenrand te concentreren.

## Bekende gebruikers
Bekend is dat de zanger van The Doors, Jim Morrison, regelmatig experimenteerde met mescaline. Dit wordt ook getoond in de gelijknamige film The Doors uit 1991. De bandnaam is afgeleid van het boek Doors of Perception van Aldous Huxley. In het boek beschrijft Huxley zijn ervaringen met het gebruik van mescaline.

## Fictie
- Het gebruik van mescaline komt ook voor in diverse boeken van Carlos Castaneda over zijn beweerde ervaringen met Indiaanse leermeesters, waarvan echter de authenticiteit in twijfel wordt getrokken.[3] In een serie esoterische boeken schreef hij sinds 1960 over ontdekkingsreizen in het bovennatuurlijke. In deze boeken schrijft hij over contact met sjamanen, bovennatuurlijke verschijnselen, peyote en hallucinogene paddenstoelen. Centraal hierin is Castaneda's leerschool bij de Indiaanse Yaqui-sjamaan uit Noord-Mexico genaamd Don Juan Matus, die hem in het gebruik van peyote inwijdt. Deze sjamaan noemt de peyote-cactus "de leraar".
- In de sciencefictionfilm The Matrix (1999, regie Lilly en Lana Wachowski) wordt er op de vraag van hoofdpersonage Neo of zijn klant Choi het gevoel kent dat je niet zeker weet of je wakker bent of slaapt geantwoord: "Constant, dat komt door de mescaline. De enige manier om te vliegen."